# Veberöds kyrka

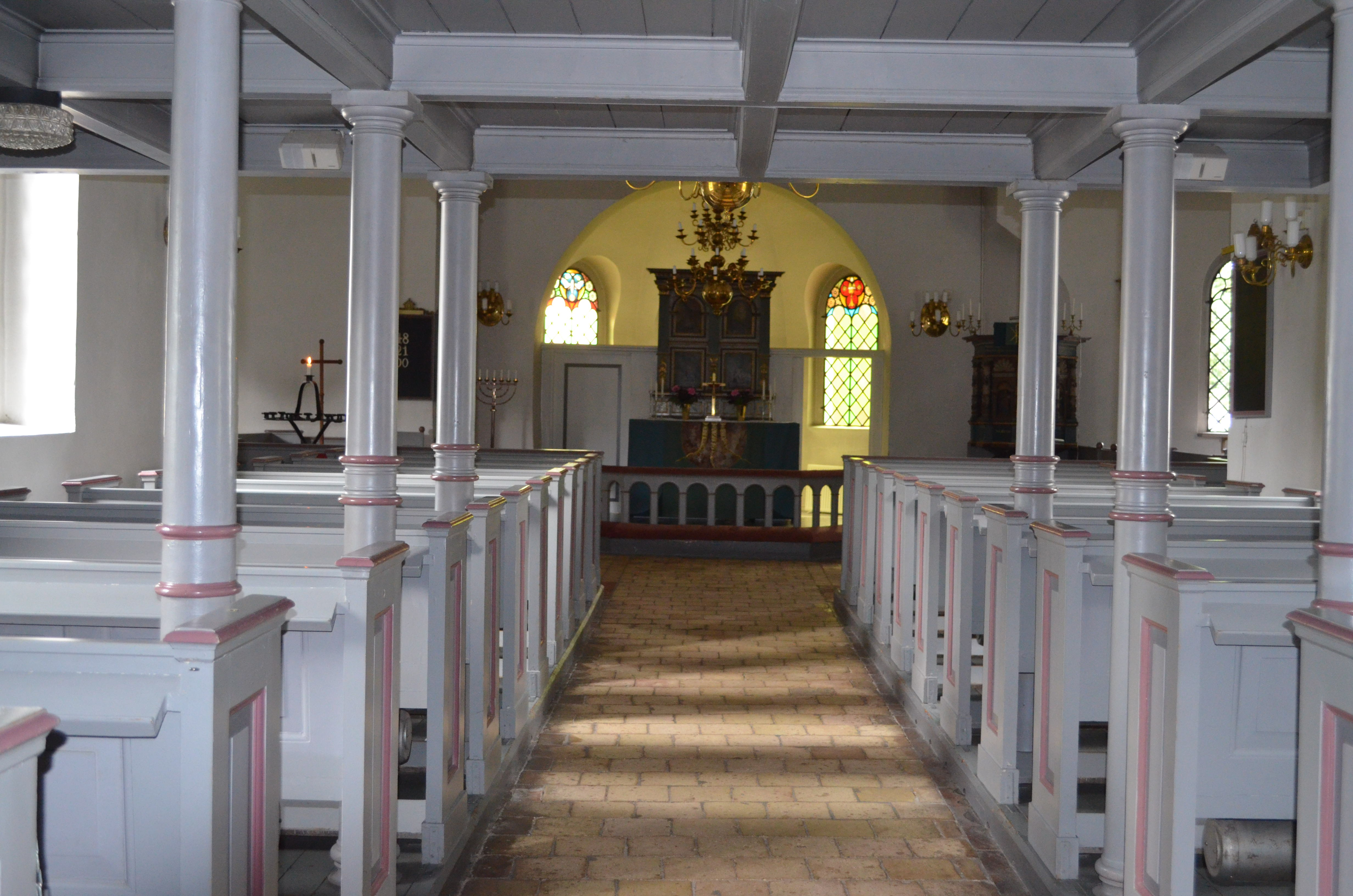
Veberöds kyrkas kykosal

Veberöds kyrka är en kyrkobyggnad i Veberöd. Den är församlingskyrka i Veberöds församling i Lunds stift.

## Kyrkobyggnaden
Kyrkan byggdes runt år 1200. Materialet var handslaget tegel som framställdes på platsen av bränd lera. Från början bestod kyrkan av långhus med smalare kor i öster med absid. Genomgripande ombyggnader genomfördes på 1800-talet. 1830 färdigställdes norra korsarmen. 1848 byggdes det nuvarande tornet då huvudingången flyttades till väster i tornets bottenvåning. Samtidigt revs ett vapenhus vid kyrkans södra sida. Kyrkklockorna flyttades upp i tornet och en tidigare klockstapel av trä revs. 1860 byggdes södra korsarmen och kyrkan fick sitt nuvarande utseende.
1930 genomfördes en grundlig restaurering, då bland annat elektriskt ljus och värme installerades. Ny bänkinredning tillkom och kyrkorummets golv täcktes av gulfärgat tegel tillverkat av dåvarande Veberöds tegelbruk.

## Inventarier
- Dopfunten av sten är troligen samtida med kyrkan.
- En predikstol är daterad till 1591. Korgen har fem bildfält där de fyra evangelisterna Matteus, Markus, Johannes och Lukas är avbildade i nämnd ordning. I femte bildfältet finns Kristi monogram.
- I kyrkan finns fyra ljuskronor och åtta lampetter.
- Av kyrkklockorna i tornet är lillklockan gjuten 1432. Storklockan är gjuten 1520 och omgjuten 1741.

### Orgel
- 1907 byggde Eskil Lundén, Göteborg en orgel med 12 stämmor. Orgel var placerad på läktaren
- Den nuvarande orgeln byggdes 1980 av A. Mårtenssons Orgelfabrik AB, Lund och är en mekanisk orgel. Orgeln har en ny fasad och är placerad på läktaren. 1986 byggdes orgeln om.

| Huvudverk I   | Svällverk II      | Pedal       | Koppel |
| Principal 8'  | Gedackt 8´        | Subbas 16´  | I/P    |
| Gedackt 8'    | Salicional 8'     | Oktavbas 8' | II/P   |
| Oktava 4'     | Principal 4'      | Gedackt 8'  | II/I   |
| Spetsflöjt 4' | Blockflöjt 2'     | Koralbas 4' |        |
| Kvint 2 2/3'  | Cymbel 2 chor     |             |        |
| Oktava 2'     | Krumhorn 8'       |             |        |
| Ters 1 3/5'   | Tremulant         |             |        |
| Mixtur 4 chor | Crescendosvällare |             |        |